# Blount megye (Alabama)
Blount megye az Amerikai Egyesült Államokban, azon belül Alabama államban található. Megyeszékhelye és legnagyobb városa Oneonta. 
Az Alabama északkeleti részén, a Birmingham közelében elhelyezkedő Blount megye természeti szépségeiről ismert és rengeteg szabadtéri sportot űzhetünk például sziklamászás, és raftingolás a gyors folyású patakokon. Blount megye Birminghamhez való közelsége miatt Alabama egyik leggyorsabban növekvő megyéje.
Lakosainak száma 59 134 fő (2020. április 1.). Blount megye Marshall, Etowah, St. Clair, Walker, Jefferson és Cullman megyékkel határos.

## Történet
Blount megyét 1818. február 6-án alapították, Alabama állammá válása előtt. Blount megye egyes részeiböl hozták létre a késöbbiekben Jefferson, Marshall, Walker és Cullman megyéket. A megyét Willie Blount tennessee-i kormányzóról nevezték el, aki parancsot adott a terület első felfedezésére. A terület egyik legkorábbi telepese George Powell volt, aki Alabama egyik első földmérője lett, később pedig Blount megye első történelmi beszámolójának szerzője. A tizenkilencedik század első felében Blount Springs a gazdag déliek jól ismert üdülőhelyévé vált, akiket vonzottak a környék ásványkincsei. Az 1880-as években Blount megye jelentős vastermelő területté vált, amely elősegítette a szomszédos Birminghami acélipart.

## Népesség
A 2020-as népszámlálási becslések szerint Blount megye lakossága 59 134 fő volt a következő eloszlás szerint
| Rassz            | lélekszám | százalék | rangsor az állam 67 megyéje közül |
| ---------------- | --------- | -------- | --------------------------------- |
| Teljes           | 59134 fő  | 1,17     | 23                                |
| Fehér            | 49764 fő  | 84,2     | 9                                 |
| Spanyol          | 5771 fő   | 9,8      | 6                                 |
| Több rasszú      | 2300 fő   | 3,9      | 19                                |
| Afroamerikai     | 826 fő    | 1,4      | 65                                |
| Őslakos és egyéb | 299 fő    | 0,5      | 44                                |
| Ázsiai           | 174 fő    | 0,3      | 47                                |

A megyeszékhelynek, Oneontának 6550 lakosa volt.
További jelentős lakossági központok a megyében: Blountsville, Rosa, Snead, Susan Moore, Warrior, Hayden, County Line, Nectar és Garden City.
A háztartások átlagos jövedelme Blount megyében 48 922 dollár volt, szemben az állam egészének 52 035 dollárjával, az egy főre jutó jövedelem pedig 25 457 dollár volt, szemben az állam egészének 28 934 dollárjával.
A megye népességének változása:
| Lakosok száma | 51 024 | 57 352 | 57 742 | 57 807 | 57 872 | 57 673 | 59 134 |
|               | 2000   | 2010   | 2011   | 2012   | 2013   | 2015   | 2020   |

## Gazdaság
A tizenkilencedik században Blount megyében főként  gyapotot, a kukoricát búzát termesztettek. A polgárháború után a Blount megyében bányászott vasérc segített táplálni a birminghami iparosítás fellendülését. 1889-ben Henry F. DeBardeleben és James Sloss megvásárolta a Champion Mines-t, és a Louisville-i és Nashville-i vasutat a környékre hozták. 1925 és 1967 között a bánya nyersanyagokkal látta el a környéken lévő ipari területeket. A birminghami acélipar 1970-es évekbeli hanyatlása Blount megyére is kihatott, és több ezer lakos veszítette el állását.

## Foglalkoztatás
A 2020-as népszámlálási adatok szerint jelenleg Blount megyében a munkaerő a következő ipari kategóriák szerint oszlik meg:
- Oktatási szolgáltatások, valamint egészségügyi és szociális segélyezés (19,7 százalék)
- feldolgozóipar (17,4 százalék)
- kiskereskedelem (10,4 százalék)
- építőipar (9,2 százalék)
- Szállítás és raktározás, valamint közművek (7,6 százalék)
- Szakmai, tudományos, menedzsment, adminisztratív és hulladékgazdálkodási szolgáltatások (7,5 százalék)
- Egyéb szolgáltatások, kivéve a közigazgatást (5,3 százalék)
- Művészet, szórakoztatás és szabadidő, valamint szállás- és vendéglátás (4,9 százalék)
- Pénzügy és biztosítás, valamint ingatlanügyletek, bérbeadás és lízing (4,8 százalék)
- Nagykereskedelem (4,2 százalék)
- Közigazgatás (3,8 százalék)
- Mezőgazdaság, erdőgazdálkodás, halászat és vadászat, valamint kitermelő (1,7 százalék)
- Információ (1,0 százalék)

## Oktatás
A Blount megyében 16 iskola található. Ezen kívül Oneonta városában még  két iskola található. A Wallace State Community College kampuszt tart fenn Blountsville-ben.

## Földrajz
Az 1670 négyzetkilométer területű Blount megye az állam északkeleti részén fekszik, a Cumberland-fennsíkon. A Locust Fork és Mulberry Fork, a Black Warrior River két fő mellékfolyója a nyugati határ és a megye központja mentén folyik. Az Interstate 65-ös autópálya Blount megye fő közlekedési útvonala, amely észak-déli irányban halad a megye nyugati szélén. Az US 31 és US 231 es utak a megye további jelentős útjai. A Robbins Field egy nem menetrendszeri járatokat indító repülőtér Oneonta városában.

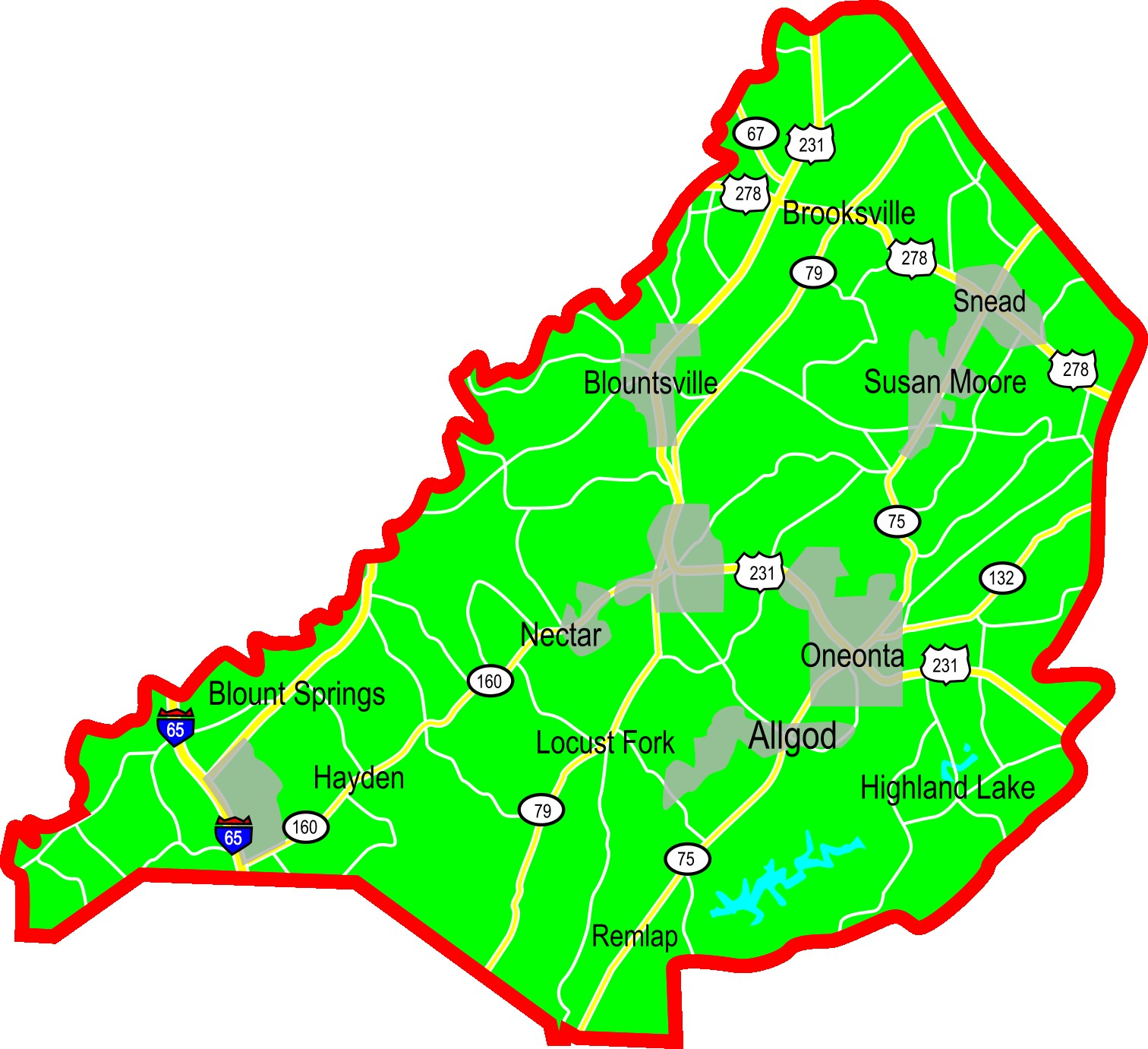
Blount megye (Alabama) térképe

## Események és érdekes helyek
Blount megyében számos barlang található, köztük a Bangor-barlang és a Rickwood-barlang. A 260 millió éves Rickwood-barlang az óceánfenekén alakult ki, és sok tengeri ősmaradvány látható a barlang mennyezetén és falán. Az 1300 méter magas Ebell Mountain tetején található Palisades Park, arborétumot, amfiteátrumot és történelmi falut tartalmaz; továbbá itt található egy régi épület is amelyet 1820-ban Daniel Murphree telepes épített, és a megye egyik legrégebbi ilyen típusú épülete. A parkban sziklacsúcsok is találhatók, amelyek ideálisak a sziklamászáshoz. A park ad otthont a Black Warrior River, Locust and Mulberry Forks mellékfolyóinak, amely II. és III. osztályú zuhatagjairól ismert, amelyek az ország minden részéről vonzzák a kajakosokat és kenusokat. Az alabamai evezősök minden tavasszal itt rendezik meg az Alabama Cup-ot, amely három eseményből áll, a Mulberry Fork kenu- és kajakversenyből, a Locust Fork Invitationalból és a Locust Fork Classicból.
Oneontában található a Blount Megyei Emlékmúzeum a katonai szolgálatot teljesítő megyei lakosok történetéböl láthatunk kiállításokat. Blount megyében számos fedett híd található köztük 
 Swann Covered Bridge

Horton Mill Covered Bridge

Easley Covered Bridge

 amelyek mindegyike az 1920-as években épült.
Oneonta városában minden októberben megrendezésre kerül a Covered Bridge Fesztivál, amelyeken meg lehet látogatni a hidakat,  valamint művészeti és kézműves foglalkozásokon lehet részt venni. Blountsville-ben található a a Blountsville Historical Park, amelyen található többek között a Freeman Cabin Múzeum, a Brooksville-i posta és egy eredeti, egyszobás börtön; a parkban minden májusban a Streight's Raid csatát játszák újra.